# ブルガリア王国 (近代)

ブルガリア王国
Царство България (ブルガリア語)

国の標語: Съединението прави силата（ブルガリア語）
団結は力なり国歌: Шуми Марица（ブルガリア語）
チェルニャエフ行進曲

ブルガリア王国の地図（1942年）

ブルガリア王国（ブルガリアおうこく、ブルガリア語: Царство България / Tsarstvo Bulgaria, 英語: Kingdom of Bulgaria）は、1908年10月にブルガリア公国のフェルディナント公がツァール（国王）を称することで誕生したブルガリアの王国である。君主号のツァールは皇帝の意味も持つため、第一次ブルガリア帝国、第二次ブルガリア帝国に次ぐものとして第三次ブルガリア帝国とも呼ばれる。

## 歴史

### 前史

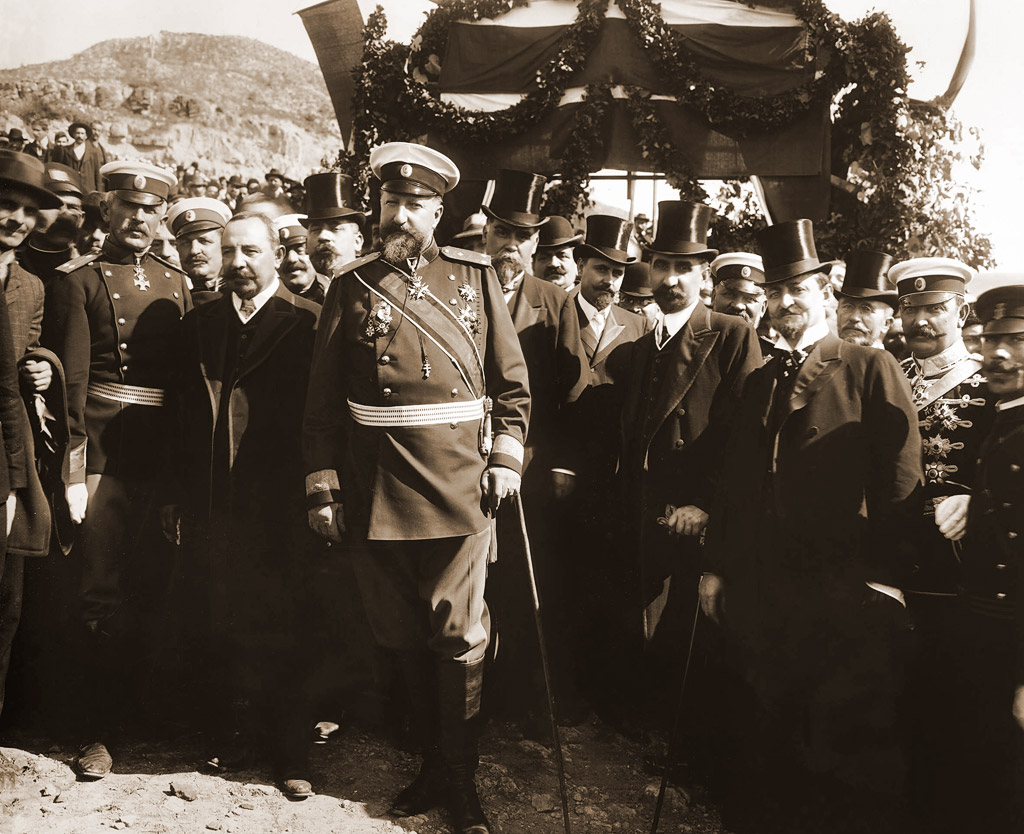
1908年、ブルガリア独立宣言におけるフェルディナント (ブルガリア王)

前身であるブルガリア公国は列強の思惑で領土を縮小されるなど、自治権は得たものの国内には不満が残る結果となった（ベルリン会議）。その後、1908年に宗主国オスマン帝国で青年トルコ人革命が勃発すると、オーストリア＝ハンガリー帝国の助力を得てブルガリアは独立を宣言し、公フェルディナントは君主号を皇帝（ツァール）へ変更した。翌1909年4月19日、オスマン帝国はロシア帝国との戦争の賠償を肩代わりするという条件でブルガリア政府と議定書を交わし、ブルガリアは名実共に独立国となった。

### バルカン戦争
1912年には、ロシア帝国を後ろ盾としたバルカン諸国とオスマン帝国との対立が激化していた。汎スラヴ主義を掲げていたロシア帝国が主導し、ブルガリア王国はセルビア王国、ギリシャ王国、モンテネグロ王国とバルカン同盟を結ぶこととなる。そしてモンテネグロ王国が1912年10月8日にオスマン帝国に対し宣戦布告を行うと第1次バルカン戦争が勃発した。ブルガリアはこれに参戦して勝利し、領土を拡大したが、マケドニアの領有をめぐって同盟を結んでいたセルビア王国、ギリシャ王国と対立した。こうした戦後処理の不満が原因となり、1913年に2次バルカン戦争が勃発した。同盟は破綻し、バルカン半島で再び戦争が起こることとなった。この戦争でブルガリアは敗北し、マケドニア、ドブロジャ地方、東トラキアを失った。

### 第一次世界大戦
第一次世界大戦では、1915年10月に第二次バルカン戦争でセルビア王国に奪われた失地の回復を目標に、中央同盟国のドイツ、オーストリアとともに連合国のセルビア王国へ攻撃した。しかし敗戦を喫してしまう。講和条約であるヌイイ条約によって、エーゲ海沿岸を連合国の一員だったギリシャに割譲した。また、敗戦後ブルガリアの政局が混迷したため、ボリス3世によって親政が行われた。

### 第二次世界大戦

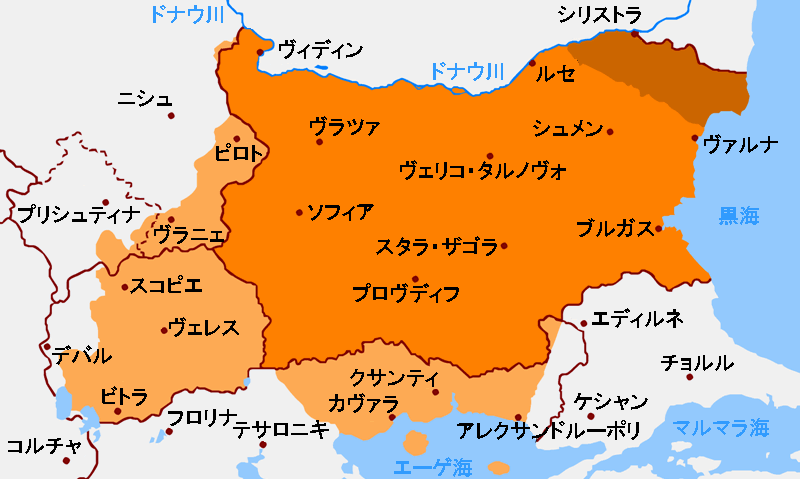
第二次世界大戦中に一時獲得していた領土。クラヨーヴァ条約で得た濃橙（南ドブロジャ地方）は戦後も保持、パリ条約 (1947年)にて領土が確定された。

第二次世界大戦では枢軸国側で参戦し、1940年にはルーマニア王国領の南ドブルジャを併合した。1941年にユーゴスラヴィア王国とギリシャ王国が枢軸国に降伏すると、ブルガリアはユーゴスラヴィア南東部（現在のマケドニアあたり）とギリシャ東部を占領統治した。1943年、ボリス3世が急死すると、遺児であるシメオン2世が6歳で即位し、ボリス3世の弟キリル王子らから構成される摂政団による統治が行われた。
その後枢軸国側が劣勢となると、1944年9月5日にはソ連軍がブルガリアに宣戦布告した。元来ブルガリア国民は同盟国ドイツよりも同じスラヴ民族であるロシア人に親近感を寄せており、政府も対ソ戦には参戦しなかったにもかかわらず、ソ連軍は領土内への侵攻を開始した。ブルガリア軍は無抵抗のまま降伏し、同年9月9日に勃発したクーデターにより政権は交代し、連合国側に鞍替えして対ドイツ戦を開始した。

### 大戦終結後
戦後の1946年、祖国統一政府による国民投票の結果、王政が廃止された。最後のツァール、シメオン2世は9歳にしてエジプトへ亡命した。ブルガリアは共産主義国家・ブルガリア人民共和国となり、ソ連16番目の共和国と呼ばれるほどの親ソ連政策を執った。
シメオン2世は東欧革命（社会主義陣営の崩壊）後の1996年、祖国に帰還した。2001年に「シメオン2世国民運動（2007年に安定と進歩のための国民運動に改名）」を結成し党首に就任し、また総選挙で議席の半数を獲得して首相にも就任して経済改革に手腕を発揮したが、王政復古を計ることはなく、2005年の総選挙の結果を受けて下野した。「王制復活の是非はブルガリア国民が決めること」と述べるに止め、復位の是非に関する直接的な言明は避けている。